# ژوآئو دا گاما
ژوآئو دا گاما (João da Gama) (زادهٔ تقریباً ۱۵۴۰ – درگذشتهٔ بعد از ۱۵۹۱)، کاوشگر پرتغالی و مدیر مستعمرات در خاور دور در یک چهارم پایانی قرن شانزدهم بود. او پسرخواندهٔ واسکو دا گاما بود. ژوآئو دا گاما از ماکائو به شمال‌غربی حرکت کرده و ژاپن را از طرف شمال دور زد. او از اقیانوس آرام در شمالی‌ترین عرض‌های جغرافیایی که تا آن زمان توسط اروپایی‌ها گرفته شده بود، عبور کرد. او به دلیل شرایط سفر دریایی‌اش، ناچار به تبدیل شدن به کسی شد که دور اقلیمی کشتی‌رانی می‌کرد، (یکی از نخستین کسانی که این کار را به سمت شرق انجام داد). سرزمین‌های شمال‌شرقی ژاپن که ژوآئو دا گاما کشف کرد در قرون بعدی به هدف افسانه‌ها و خیالات تبدیل شد و هدف الهام بخشی برای اروپایی‌ها بود که آن را بی‌آبند.

## سال‌های ابتدایی و سفرهای دریایی به شرق
اطلاعات چندانی در مورد کودکی و جوانی او وجود ندارد، گرچه این باور وجود دارد که که وی در حدود سال ۱۵۴۰ چشم به جهان گشوده‌است. والدین او، گیومار دی ویلنا، کنتس ویدیگویرا و فرانسیسکو دا گاما، کنت دوم ویدیگویرا، پسر واسکو دا گاما که کاشف بود، کاشف مسیر دریایی به شرق بودند. او با خوانا د منزز ازدواج کرد و صاحب یک پسر به نام واسکا دا گاما که بعدها در چول سروان بود. ژوآئو دا گاما میان سال‌های ۱۵۷۸ تا ۱۵۸۲ در ملاکای امپراتوری پرتغال به سمت سروان رسید. او نمایندهٔ پرتغالی را که خبر تاج‌گذاری فلیپه دوم از اسپانیا به عنوان شاه پرتغال را آورد با آغوش باز پذیرفت. او با این حال بعدها فقط پس از اشارهٔ نائب‌السلطنهٔ هند، نظم جدید را به رسمیت شناخت. او درگیری‌های سیاسی زیادی با فرمان حکومتی خود داشت که به دلیل بی‌نظمی‌های شخصی ادعا شده بود که او را وارد تقابل‌های سیاسی با بدنهٔ حاکمیت شهر کرده بود که منجر به یک فرایند قضایی شد. او متهم به آسیب به منافع ملاکای امپراتوری پرتغال بود و برای پاسخگویی در مورد فعالیت‌ها و ارائهٔ دفاعیهٔ خود به لیسبون فراخوانده شد.
او با هدف نهایی کردن تجارت نانبان («سفر دریایی ژاپن») میان ماکائو (چین) و ناگاساکی (ژاپن)، یک مسیر تجاری در انحصار پرتغال، به شرق سفر کرد. گاما با دختر دی جوآئو د منسس باروچه، فرماندار کوچینازدواج کرد. او در سال ۱۵۸۸ همسر خود را در محل سکونتش در کوچینترک و به‌سوی ماکائو حرکت کرد. در این سفر برادرش، میگل دا گاما نیز او را همراهی کرد. در همان سال سفر سالیانه به دلیل مرگ ناگهانی فرماندار ماکائو، جرونیمو د سوزا، هنوز انجام نشده بود. به دنبال توافق‌نامهٔ تجاری میان بارتولومئو لاندیر که اهل پرتغال و یهودی نیو کریستین بود و شهر ماکائو، جرونیمو د سوزا نیز آمادهٔ ارسال یک کشتی به فیلیپین شد. به موازی‌های این موضوع، فرمان ضد مسیحی در ژاپن صادر شد. ژوآئو دا گاما، به امید دریافت منفعت بیشتر و احتمالات جدید و برخلاف گمانه‌زنی‌ها، تصمیم گرفت سفری اکتشافی با هزینهٔ شخصی و پذیرش خطرات احتمالی به اسپانیای نو انجام دهد.
دا گاما در ماکائو خیلی مورد توجه و تشویق بود. این موضوع را می‌توان از نامهٔ شورای شهر ماکائو نوشته شده در ۳۰ ژوئن ۱۵۸۸ به شاه که در آن دا گاما را ستایش می‌کند و سپس به فرماندار ماکائو و ژاپن نیز متوجه شد. آنها همچنین از شاه نیز درخواست کردند تا به وی ریاست مادام‌العمری اعطا کرد. کامارای ماکائو همچنین به موضوع سفر اخیر اسپانیایی (کاستیلیایی) به ماکائو و در میان موضوعات دیگر در مورد دلایلی که چرا باید ممنوع شود، اشاره می‌کند. گاما و شورای ماکائو در حال مشاجره بودند که سود حاصل از سفرها می‌تواند برای تقویت و حفظ کلیساها، یک میسرکاردیا و دو بیمارستان که یکی برای بیماران جذامی بود، استفاده شود. دا گوما مالکیت یک کشتی بزرگ باری به وزن شش صد تُن را به دست آورد که به جای رفتن از ماکائو به هند، به مکزیک رفته بود. جاییکه آنها می‌توانستند معاملات بسیار سودآورتری را انجام دهند که ساکنان ماکائو به آن غبطه می-خوردند. سال‌ها بعد، اعضای شورای شهر ماکائو دا گاما و سفرش را آشکارا محکوم کردند و مورد انتقاد قرار دادند.

## عبور از اقیانوس آرام
تصمیم دی ژوآئو دا گاما که یک ریسک‌پذیر بود، با علم به آنکه یک سرمایه‌گذاری غیرقانونی بوده گرفته شد چرا که بر همگان مسجل بود که تجارت میان مناطق جهانی پرتغال و تاج کاستیا (بعدها اسپانیا) بر اساس پیمان تردسییاس و پیمان ساراگوسا ممنوع شده بود. ممنوعیت با نامهٔ شاه فیلیپه دوم به نائب‌السلطنه اسپانیای نو و هند، همچنین نامهٔ مستقیم به بدنهٔ اداری ماکائو و فیلیپین در سال‌های ۱۵۸۹ و ۱۵۹۰، تقویت شد و این امر موجب اخراج اسپانیایی‌ها از ماکائو در سال ۱۵۹۲ شد.
تصمیم غیر معمول و استثنایی برای انجام این سفر به دلیل آن بود که انتظارات ابتدایی باید با بردباری در نظر گرفته می‌شد. همان‌طور که برای برخی نمونه‌های اسپانیایی در ماکائو اتفاق افتاد. از سوی دیگر، به نظر می‌رسد که در موقعیت ناامید کننده‌ای اتخاذ شده‌است، زیرا دا گاما احتمالاً می‌دانست که اگر به گوا بازگردد، احتمالاً به دلیل ارتکاب تخلفات جدی دستگیر می‌شود. این واقعیت در نامهٔ شاه فیلیپه دوم (شاه فیلیپه اول پرتغال) که در ۶ فوریه ۱۵۸۹ به نائب‌السلطنه فرستاد، بازتاب داشت. شاه در آن نامه به نائب‌السلطنه دستور داد تا «آن نجیب‌زاده (ژوآئو دا گاما) که از چین آمده، باید با آهن به دست و پا دستگیر شده و به پادشاهی خارج از این آرماندا برده شود»؛ همان‌طور که قبلاً نیز توسط ولیعهد مقرر شده بود.
گرچه ژوآئو دا گاما در سال ۱۵۸۸ از این واقعیت غافل به نظر می‌رسید، از آنجاییکه در ۲۰ نوامبر همان سال نامه‌ای از ماکائو به شاه فرستاده بود که در آن وی را از قصد خود برای سفر به اسپانیا از طریق مکزیک آگاه کرد و توجیهی که برای این کار ارائه داد آن بود که بتواند شخصاً بخشی از مأموریت خود به چین را به شاه عرضه کند و نشان دهد که این پیروزی چقدر راحت به نظر می‌رسد، (در واقع پرتغالی‌ها در ماکائو مخالف چنین پروژه‌ای بودند). دو روز قبل یعنی هجدهم نوامبر، دومینگو سگورادو در ماکائو نیز نامه‌ای به شاه نوشته بود، مبنی بر آن که یک کشتی اسپانیایی از اسپانیای جدید در ماکائو خراب شده‌است و خدمهٔ آن به کشتی دا گاما منتقل شده‌اند و صاحب کشتی به مقصد ژاپن یک بار در ماکائو فرمان نائب‌السلطنهٔ هند را برای انتقال آن خدمه به مکزیک و حضورش در دفتر فرماندار ماکائو در غیاب گاما و حتی پیشنهاد ملاقات شخصی او در آن دفتر یا به عنوان جایزه-ای در قبال خدماتش تدارک دو سفر دریایی از چین به اسپانیای جدید را پذیرفته‌است.
پس از آغاز سفر دریایی در ماکائو دا گاما به دلیل صدمهٔ ناشی از یک تایفون، ناگزیر به مجمع‌الجزایر آماکوسا در ساحل ژاپنی پناه جست. او بعد از تعمیرات لازم، در اکتبر ۱۵۸۹ به سفر خود ادامه داد. وی با از عبور از اقیانوس آرام در یک عرض جغرافیایی بسیار بالاتر (در حدود ۴۵ درجهٔ شمالی و حتی بیشتر) از عرضی که کشتی‌های مانیلا گالنون اسپانیایی به‌طور معمول طی (معمولا در حدود ۴۰ درجهٔ شمالی) و مابین مکزیک و مانیل حرکت می‌کردند، به مکزیک رسید. دا گاما به مکانی دست یافت که ایزو (یزو) نامیده شده‌است- کشف سرزمینی به نام «سرزمین گاما» در امتداد جزیرهٔ هوکایدو که ممکن است به یک یا چند جزیره از جزایر کوریل مربوط باشد. هنگامی که در مارس ۱۵۹۰ به آکاپولکو رسید، ممکن است هدایتگر کشتی در جهت شمال و در امتداد سواحل اصلی ژاپنی و جزایر کوریل تا نزدیکی جزایر آلیوتی عبور کرده و بعد تا ساحل آمریکایی به سمت پایین رفته باشد. نام او در تقویم‌های پرتغالی به سرزمینی نامعین نسبت داده شده‌است که او در شمال شرقی ژاپن رویت کرده بود.
این فرضیه که ژوآئو دا گاما به آمریکای شمالی همان‌طور دست یافته‌است که خوان رودریگز کابریلو، بارتولوم فرر، فرانسیس دریک و فرانسیسکو گالی (در سال ۱۵۸۴) از ماکائو دریانوردی را آغاز کرده و احتمالاً جزایری را با امتداد پانصد لیگ به سمت شرق یا شمال شرقی بخش جنوب شرقی ژاپن (حدود ۲۹ درجه شمالی و حتی بیشتر)، رویت کرده بودند یا مثل سباستیانو رودریگز سورومینو که به آمریکای شمالی دست یافته بود و نیز این که با مسیری از سمت شرق در مناطق شمالی‌تر به خشکی رسیده‌است، شاهدی ندارد زیرا بسیاری از مدارک مسیر او در نزدیکی آمریکای شمالی و توقف‌های احتمالی دیگر او در آمریکای شمالی از بین رفته‌است و تنها مدارک موجود رسیدن او را به آکاپولکو در مارس ۱۵۹۰ تأیید می‌کنند. با این وجود بعدها چندین نقشه به سفرهای ژوآئو دا گاما و کشف بخش بزرگی از سواحل شمال غرب شناخته‌شده یا ناشناختهٔ آمریکای شمالی اشاره می-کنند. در دههٔ ۱۶۳۰ مدارکی به دست نقشه‌کش پرتغالی، جوآئو تکسیر آلبرنار هنگامی که در سویل بود، رسید و سرانجام این کاغذها طرحی از یک ساحل طولانی شمالی در اقیانوس آرام را دربرداشتند که ژوآئو دا گاما از آنها عبور کرده بود.
سفر دا گاما کاملاً مغایر با قانون پادشاهی شبه‌جزیرهٔ ایبری بود که معاملات تجاری میان امپراتوری‌های اسپانیا و پرتغال را ممنوع می‌کرد. به همین دلیل وی دستگیر و کشتی و محمولهٔ باقی‌مانده‌اش توسط مامورهای محلی توقیف شدند. علی‌رغم آن که بعداً پرتغال و اسپانیا متحد شدند، کالاهای باقی‌ماندهٔ دا گاما، نقشه‌ها و گزارش‌های او از سفر دریایی‌اش همچنان در مصادره ماندند. ارزش کالاهای باقی‌ماندهٔ او یکصد و چهل هزار پزو تخمین زده شد. رفتن او به کازا دلا کانتراتاسیون در سویل به اجبار انجام شد. کسب و کار ژوآئو دیگر خوشایند اسپانیا نبود؛ درست همان‌طور که یک قرن پیش برای پدربزرگش رقم خورده بود. خدمه و بازرگانان پرتغالی که در سفر شرکت کرده بودند، بعد از توقفی در مکزیک، جاییکه به آن نقره می‌آوردند از طریق فیلیپین به ماکائو بازگشتند و دا گاما به سویل فرستاده شد تا توسط حضار کازا دلا کانتراتاسیون محاکمه شود. ژوآئو دا گاما نخستین مردی بود که توانست جهان را در جهت شرق دور بزند.
در عبور از اقیانوس آرام در جهت عکس یعنی از ماکائو به آکاپولکو، فرانسیسکو گالی و پدرو دی انمونو از او پیشی گرفته بودند.
او پیش از آنکه بتواند، مسئلهٔ موردنظرش را حل‌شده ببیند، احتمالاً در اسپانیا یا پرتغال پس از سال ۱۵۹۱ یا ۱۵۹۲ چشم از جهان فروبست.

## جستجو به دنبال سرزمین «ژوآئو دا گاما» یا «گامالند»
روس‌ها در قرن هجدهم پس از عبور از سیبری و دستیابی به تنگهٔ برینگ میان سیبری و آلاسکا، ابتکار عمل را در جستجو به دنبال لبه‌های شمالی اقیانوس آرام به دست گرفتند. یکی از اهداف هیئت اعزامی بزرگ روسیه به شمال که توسط کاوشگر دانمارکی، ویتوس برینگ رهبری می‌شد، حرکت از اوخوتسک در کامچاتکا و بازدید از آنجا برای مشاهدهٔ سرزمین ژوآئو دا گاما بود. قرار بر آن بود که این گروه از سرزمین ژوآئو دا گاما به سمت شرق ادامهٔ مسیر دهد تا به ساحل آمریکای شمالی برسد.
گفته می‌شد که گامالند در جایی مابین کامچاتکا و قارهٔ آمریکا وجود دارد. طی صد و پنجاه سال بعدی نقشه‌های ضد و نقیض متفاوت، ترکیبی از جزایر واقعی و خیالی مابین هوکایدو و کامچاتکا را به تصویر کشیدند که جزایر کوریل را با کمپانی‌لند، جزیرهٔ استیت (که پس از کاوش در سال ۱۶۴۳ توسط کاوشگر هلندی مارتین گریتز وای جزایر اصلی کوریل و ساخالین نامیده شد) ترا اسونیس و گامالند اشتباه می‌گرفتند. در حدود سال ۱۷۳۱ کالج نیروی دریایی روسیه از فرهنگستان علوم درخواست کرد که نقشه‌ای از اقیانوس آرام شمالی تهیه کند. جوزف نیکلاس دلیسل نقشه را به انضمام خاطرات کاری برادر بزرگترش گیوم ارائه داد. این نقشه سه جزیره‌ای را که در بالا به آنها اشاره کردیم و نیز «سرزمینی که دام خوان دا گاما رویت کرده بود» را نشان می‌داد که به سمت آمریکا کشیده شده‌اند. هنگامی که در مه ۱۷۴۱ مسیر سفر دوم ویتوس برینگ در پتروپاولوفسک، کامچاتکا تعیین شد، این نقشه یا نقشهٔ دیگری بر اساس آن، به وضوح در انتخاب مسیر مؤثر بود.